# Diadema antillarum
Diadema antillarum — вид морських їжаків з родини Diadematidae. Описаний у 1845 році, Родольфо Амандо Філіппі.

## Опис
Цей вид характеризується виключно довгими чорними голками.
Особини цього виду здатні змінювати своє забарвлення в залежності від освітлення.
Ці морські їжаки є своєрідними природними регуляторами чисельності водоростей, оскільки живляться ними.

## Розповсюдження
Це один з найбільш поширених і важливих видів на коралових рифах у західній частині Атлантичного океану і Карибського басейну.
Поширений у тропіках західної Атлантики, у Карибському морі, Мексиканській затоці і поблизу північних і східних берегів Південної Америки. У східній частині Атлантичного океану, вид зустрічається на Канарських островах. Зустрічається на мілководді, поблизу коралових рифів, як правило, на глибині від 1 до 10 метрів.

## Інше
У 1983–1984 роках цей вид майже повністю вимер у Карибському морі. Проте зараз вид поступово відновлюється і зустрічається дедалі частіше. Зображений на поштовій марці Британських Віргінських островів 1998 року випуску.

## Галерея

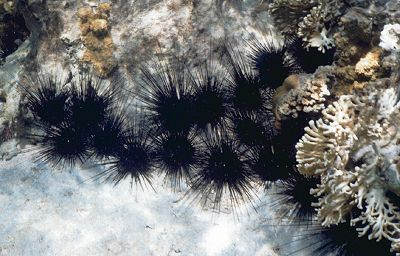
Скупчення особин цього виду на рифах
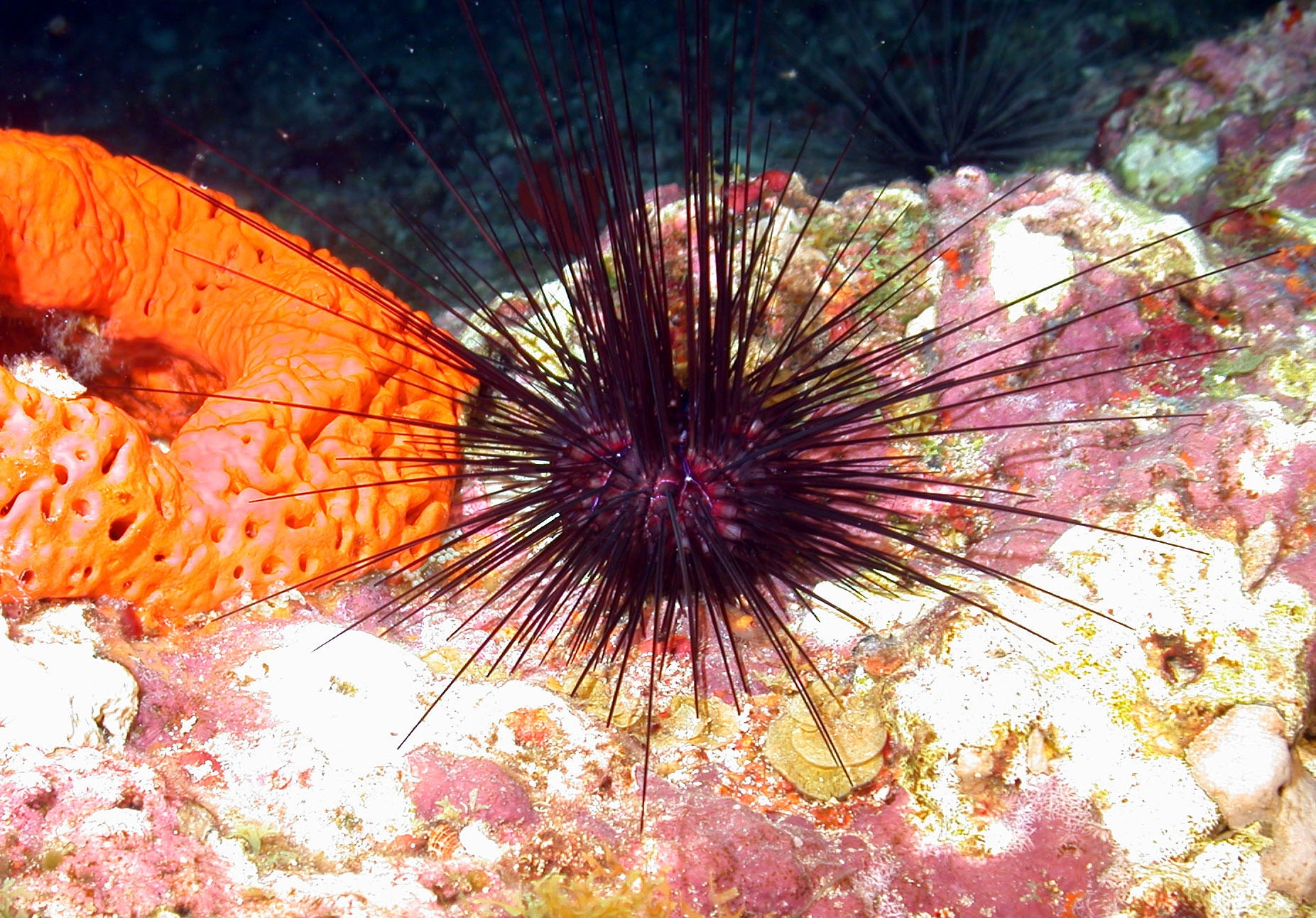
Морський їжак цього виду, зліва губка виду Agelas clathrodes, банка McGrail, Мексика
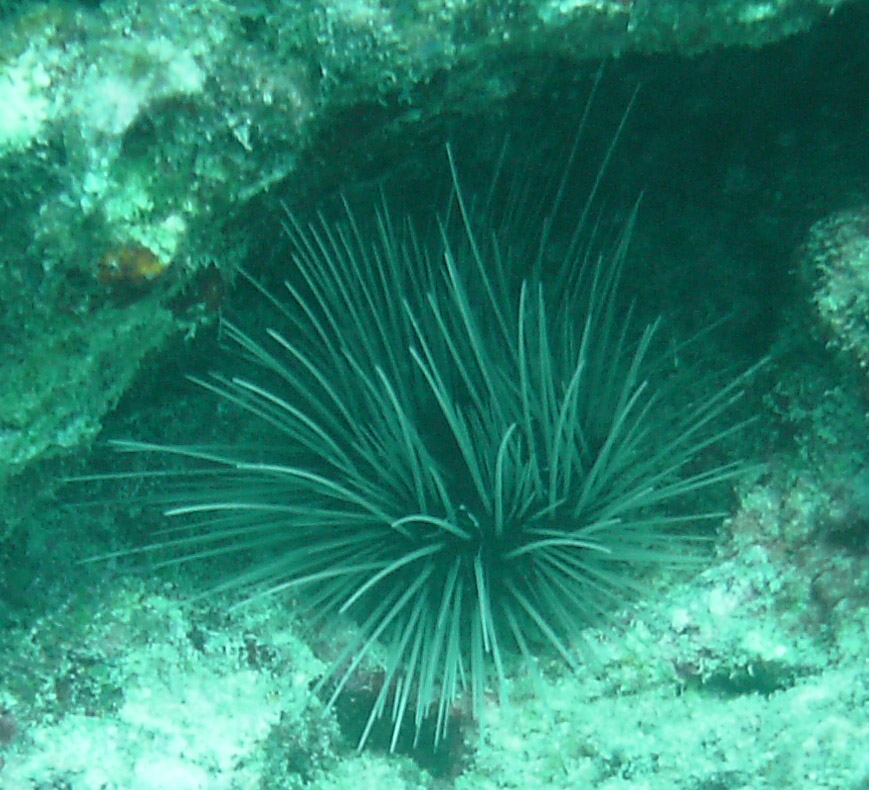
Особина виду з незвичайними сірими шипами, можливо на фото молода особина цього виду, Флорида-Кіс
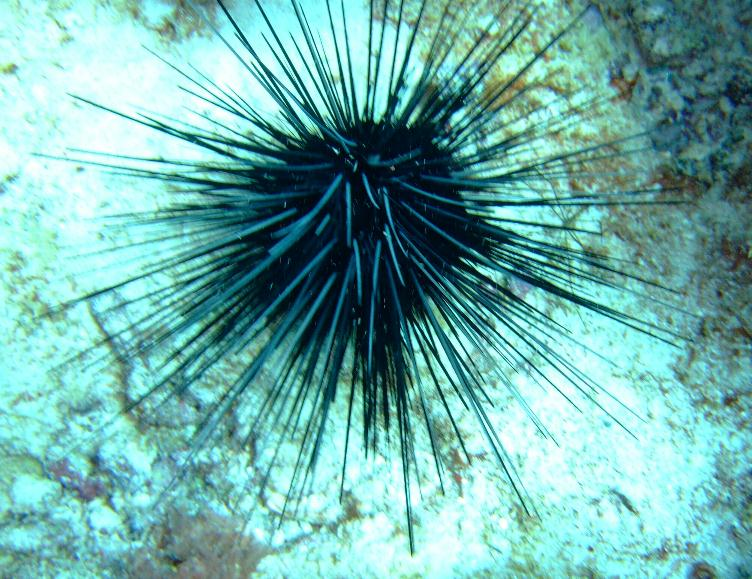
Особина цього виду на мілководді Барбадосу
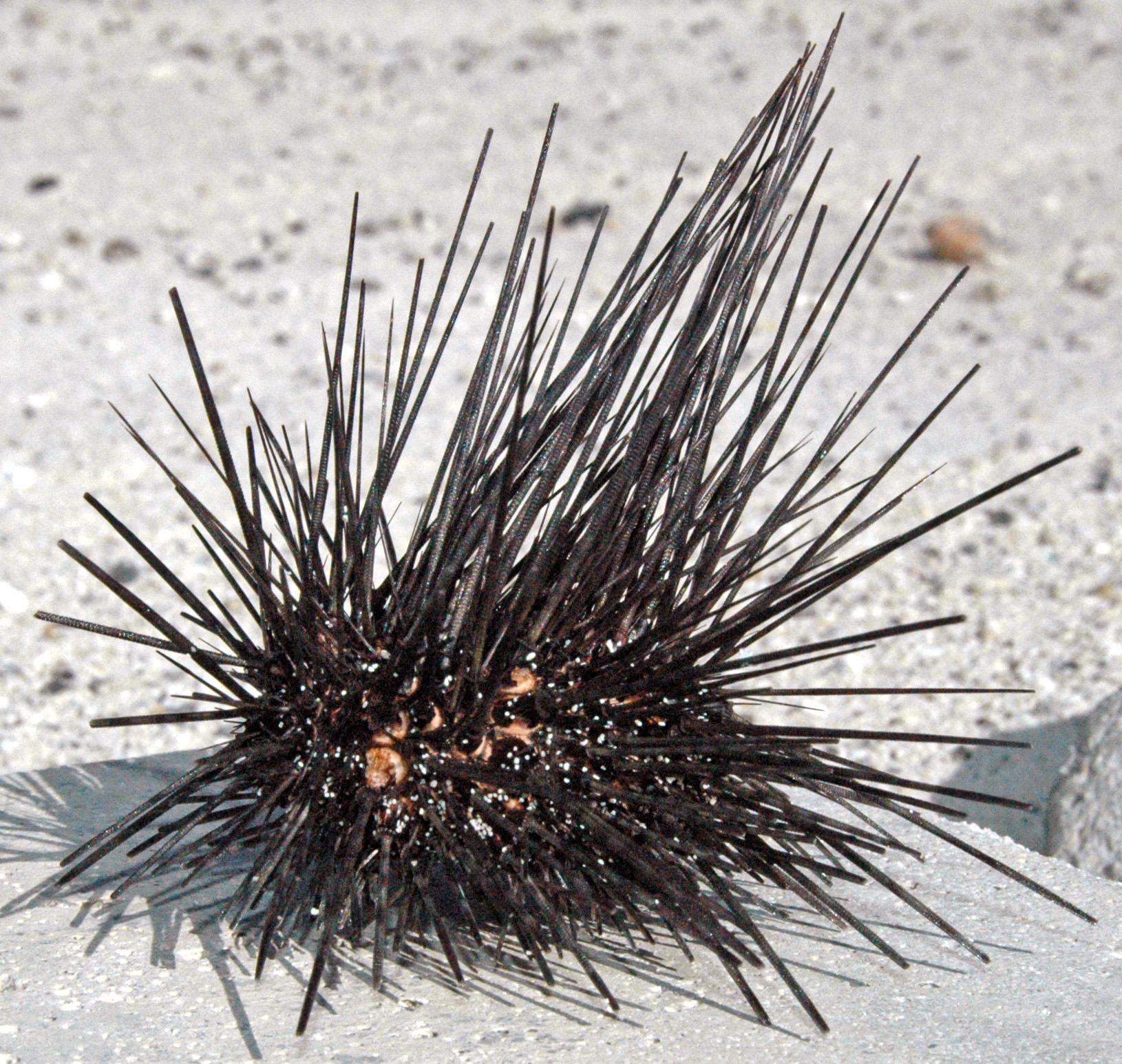
Східні Багами
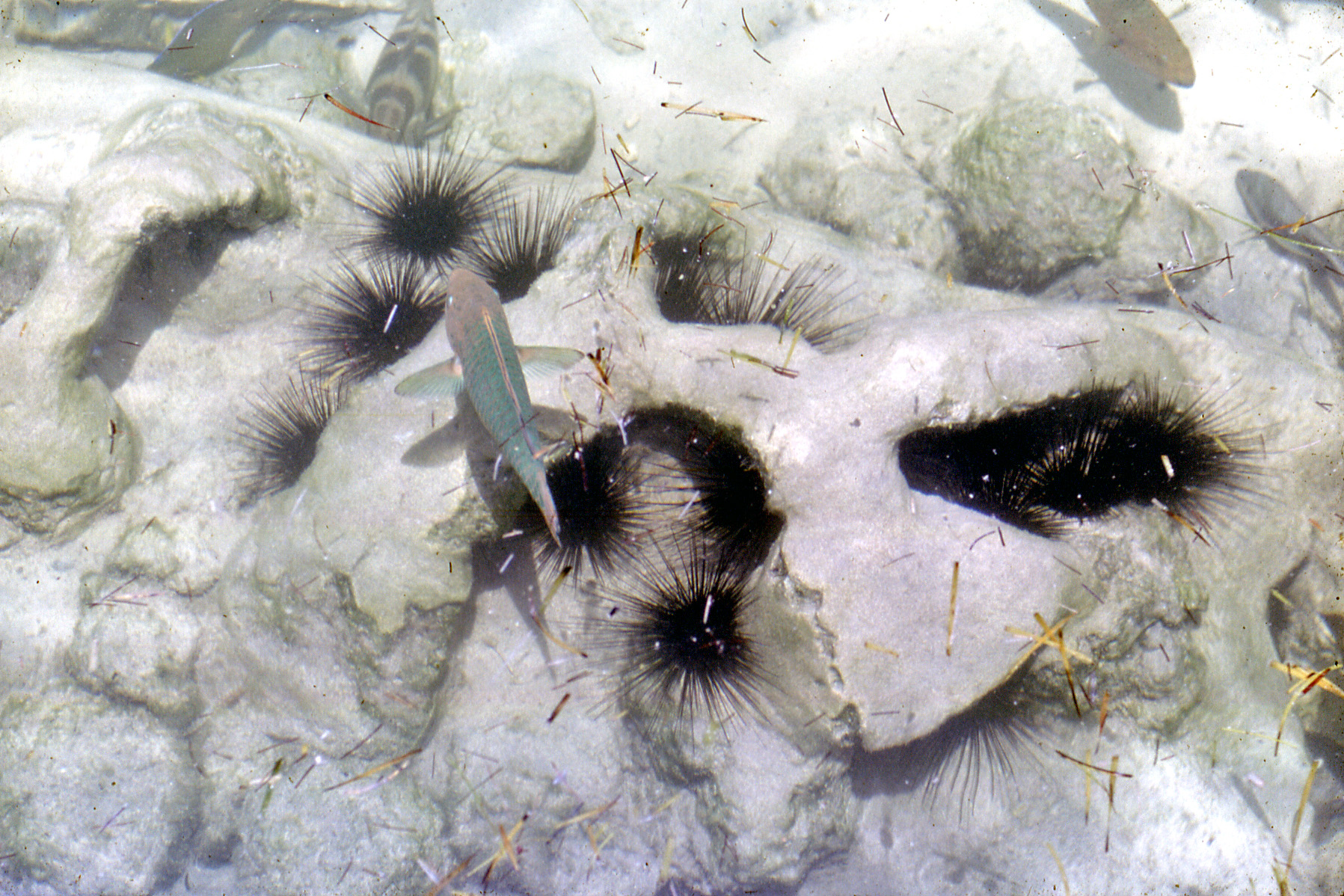
Західні Багами
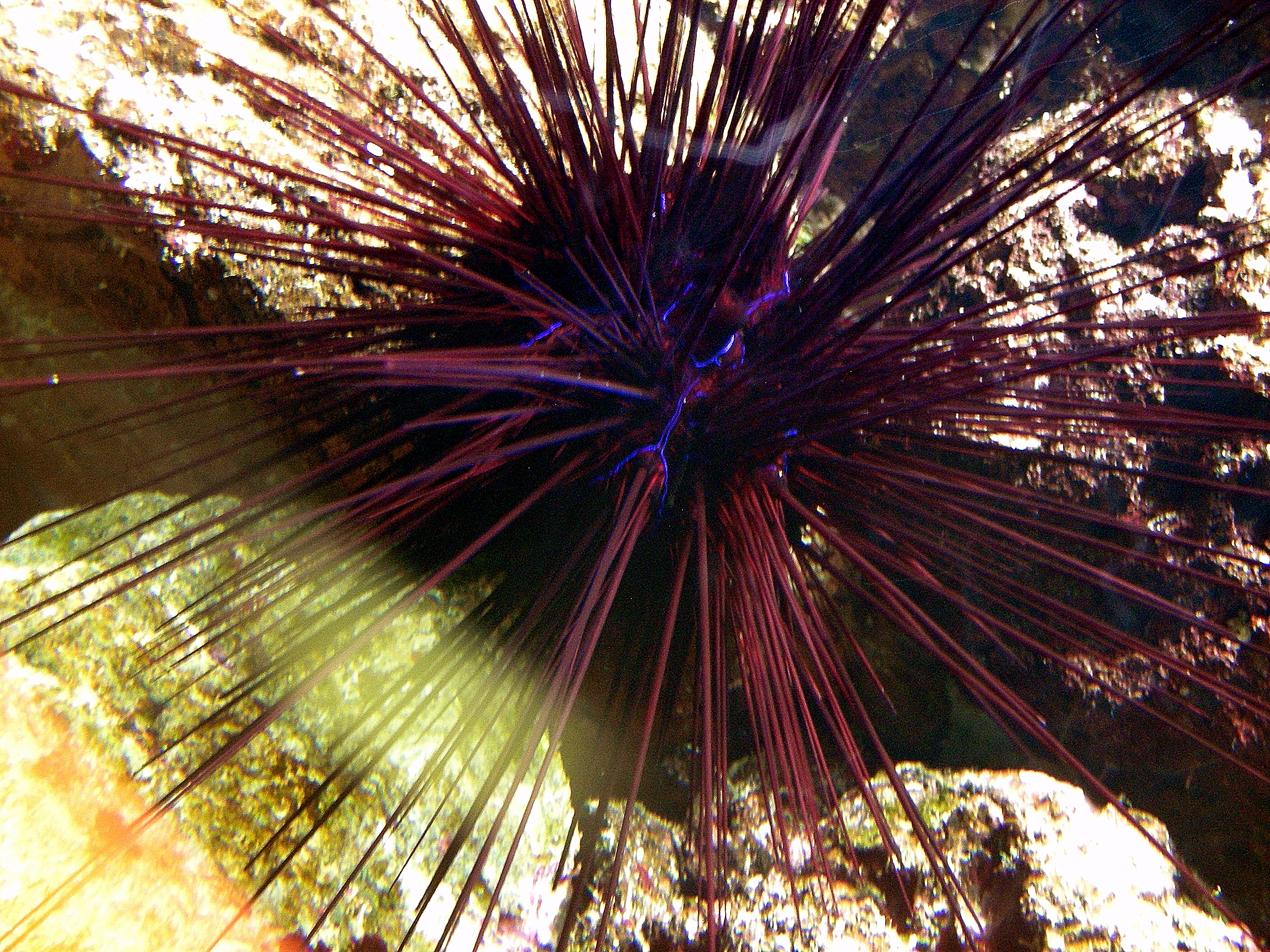
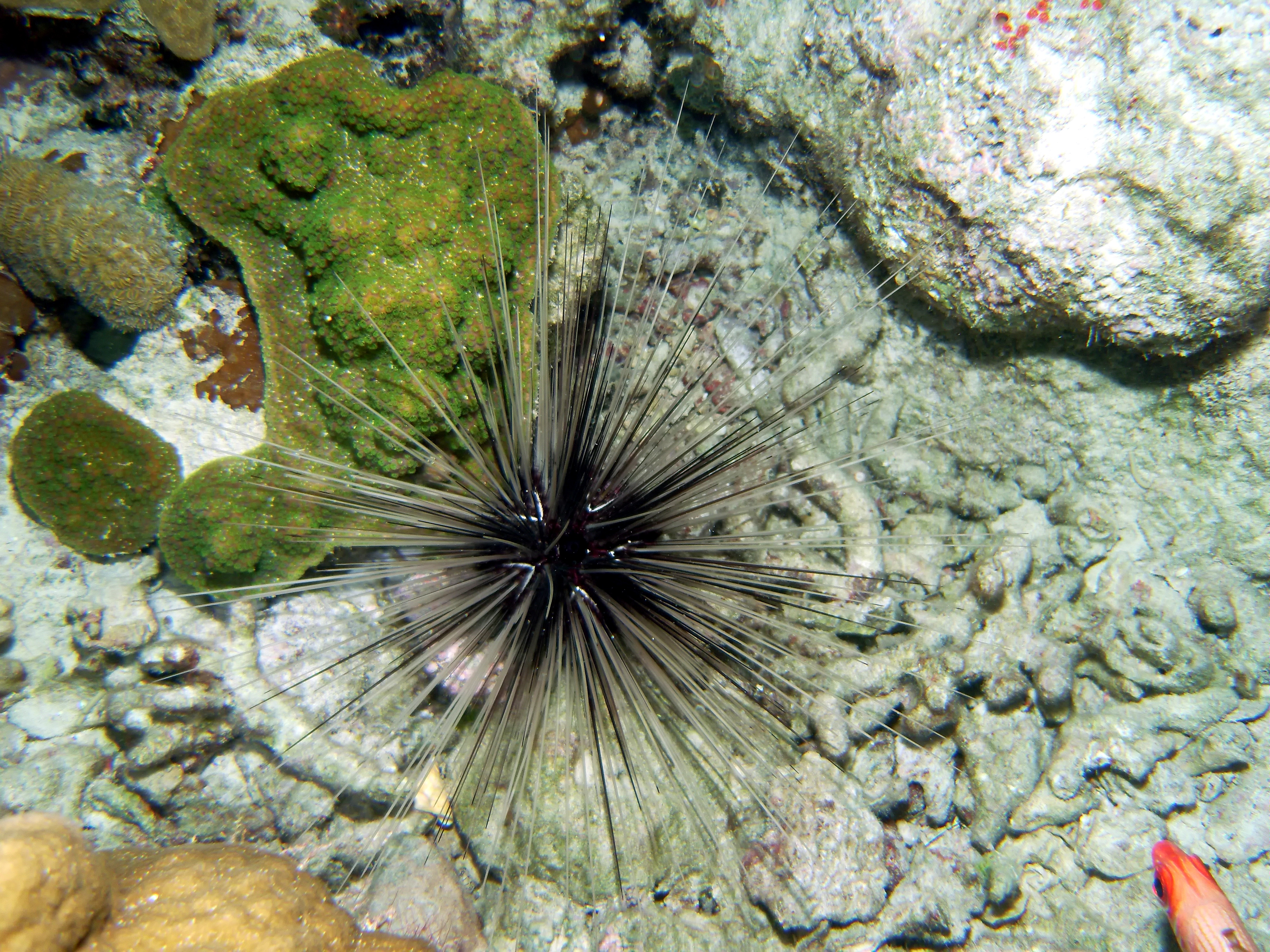
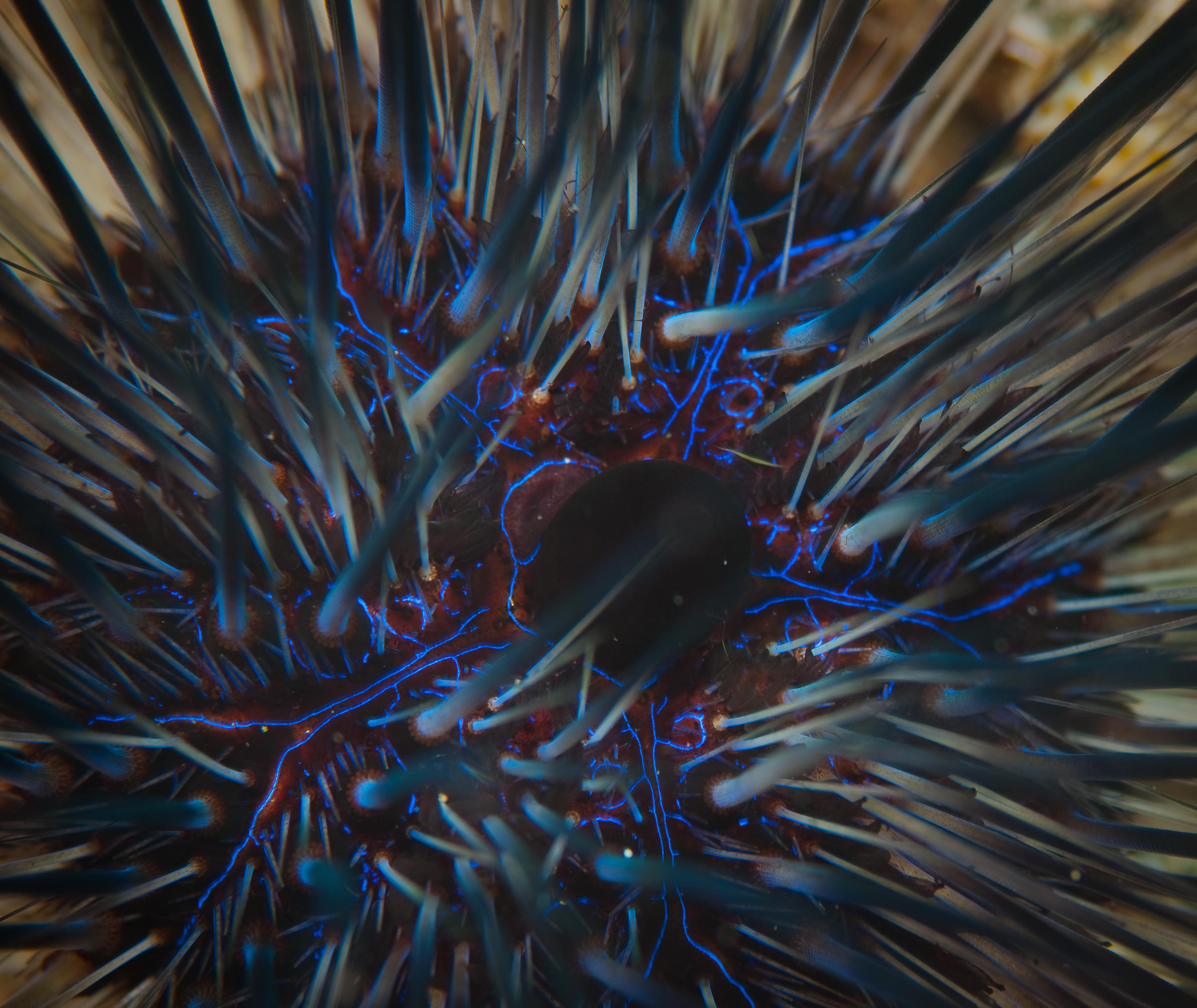